# Krefeld
Krefeld este un oraș în landul Renania de Nord-Westfalia, Germania. 

## Personalități născute aici
- Jean-Jacques Flatters (1786 - 1845), sculptor francez;
- Ralf Hütter (n. 1946), muzician, membru al trupei Kraftwerk;
- Albert Oehlen (n. 1954), pictor;
- Margarethe Schreinemakers (n. 1958), moderatoare TV;
- Anne Poleska (n. 1980), înotătoare.